# Джерело № 1 «Боніфацій»
Джерело́ № 1 «Боніфа́цій» — гідрологічна пам'ятка природи місцевого значення в Україні. Розташована в межах міста Моршина Львівської області, при східній околиці міста (на схід від залізничного вокзалу), на березі річки Бережниця. 
Назване на честь купця Боніфація Штіллера, який придбав Моршин у 1876 році. У 1879 джерело було очищено та обладнано як шахтна криниця. 
Площа 0,65 га. Перебуває у віданні: Прикарпатська рада курорту. Статус надано 1984 року з метою збереження одного з найстаріших моршинських джерел мінеральної води (хлоридно-сульфатна-натрієво-калієво-магнієва з високим рівнем мінералізації). Використовується санаторіями в лікувальних цілях.

## Галерея

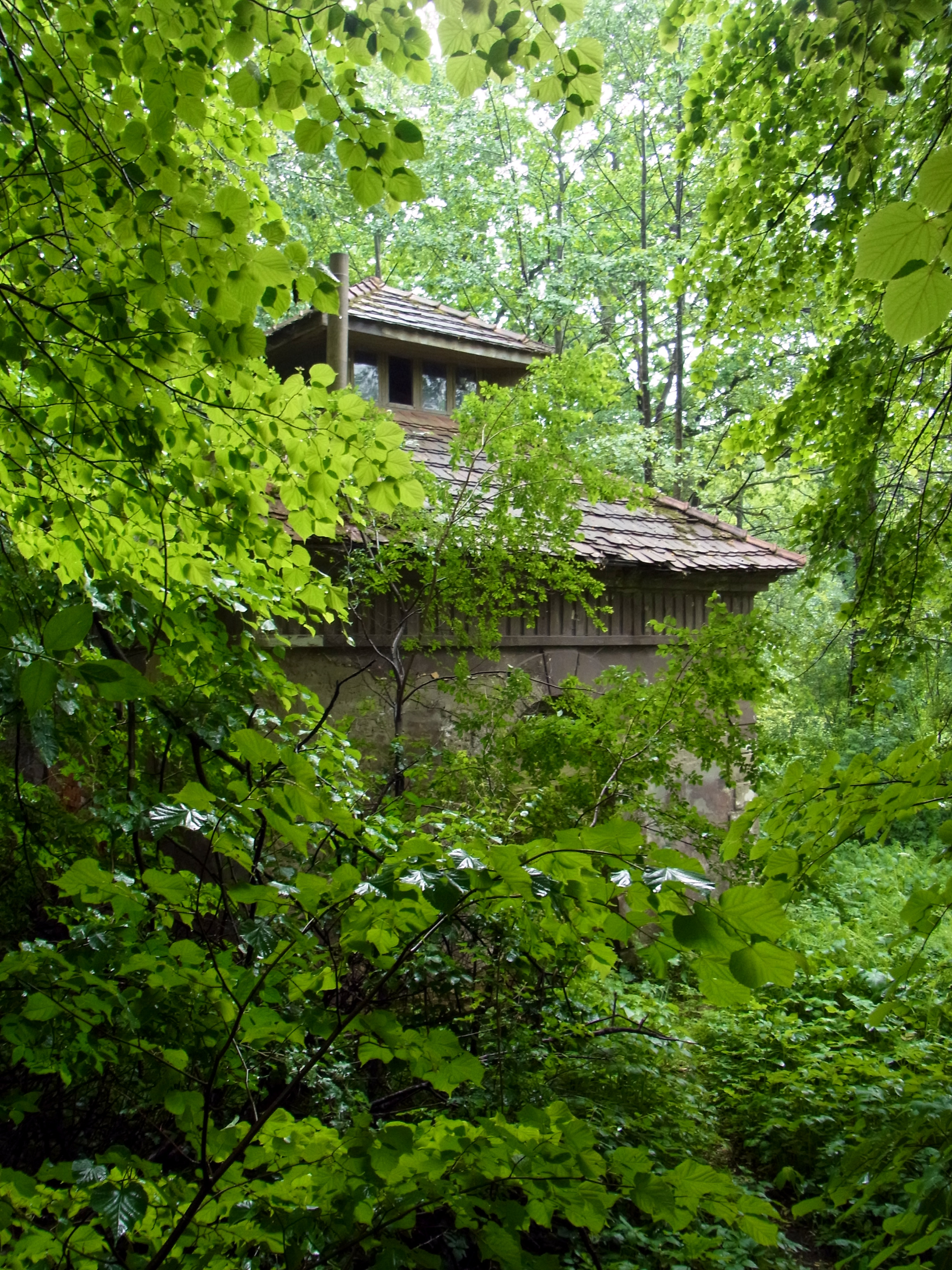
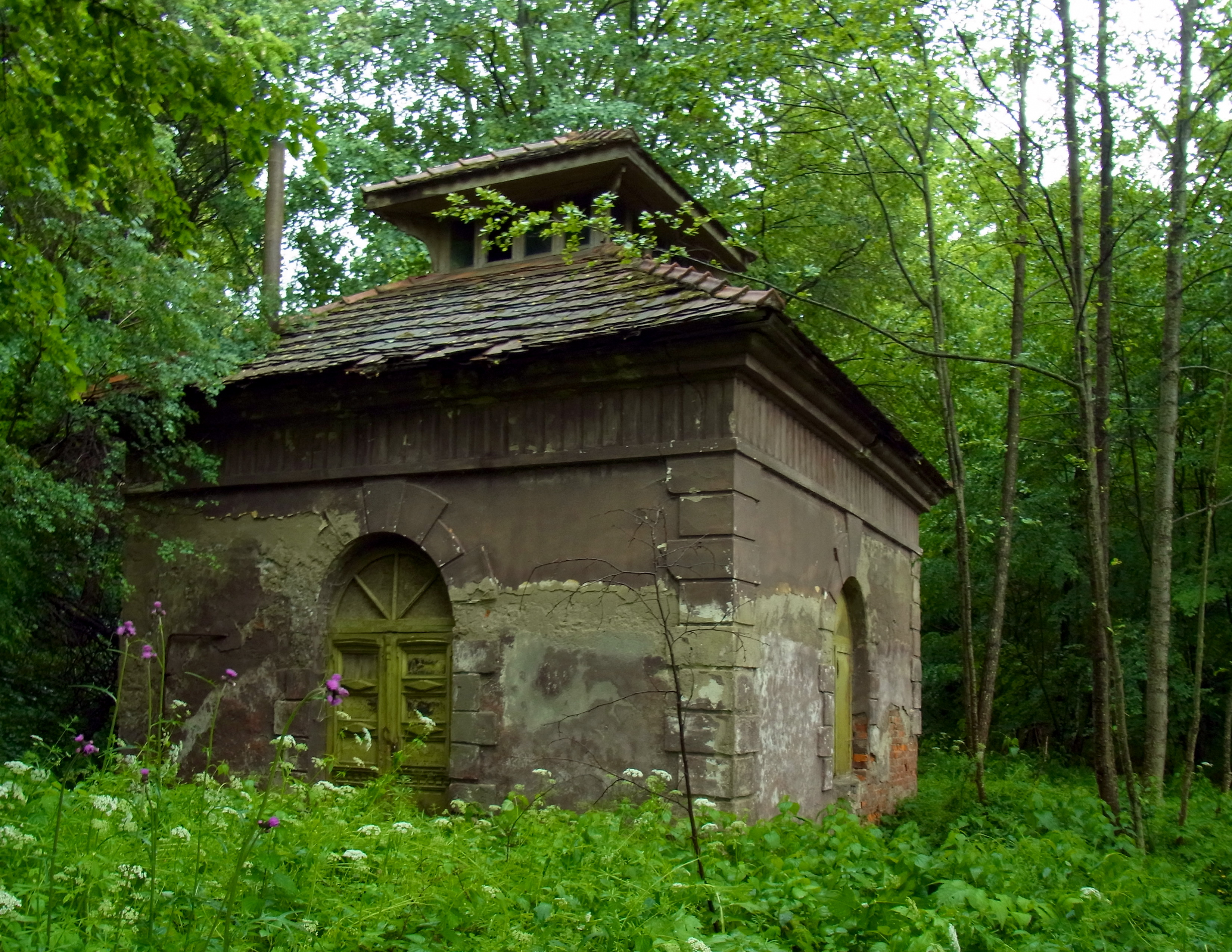
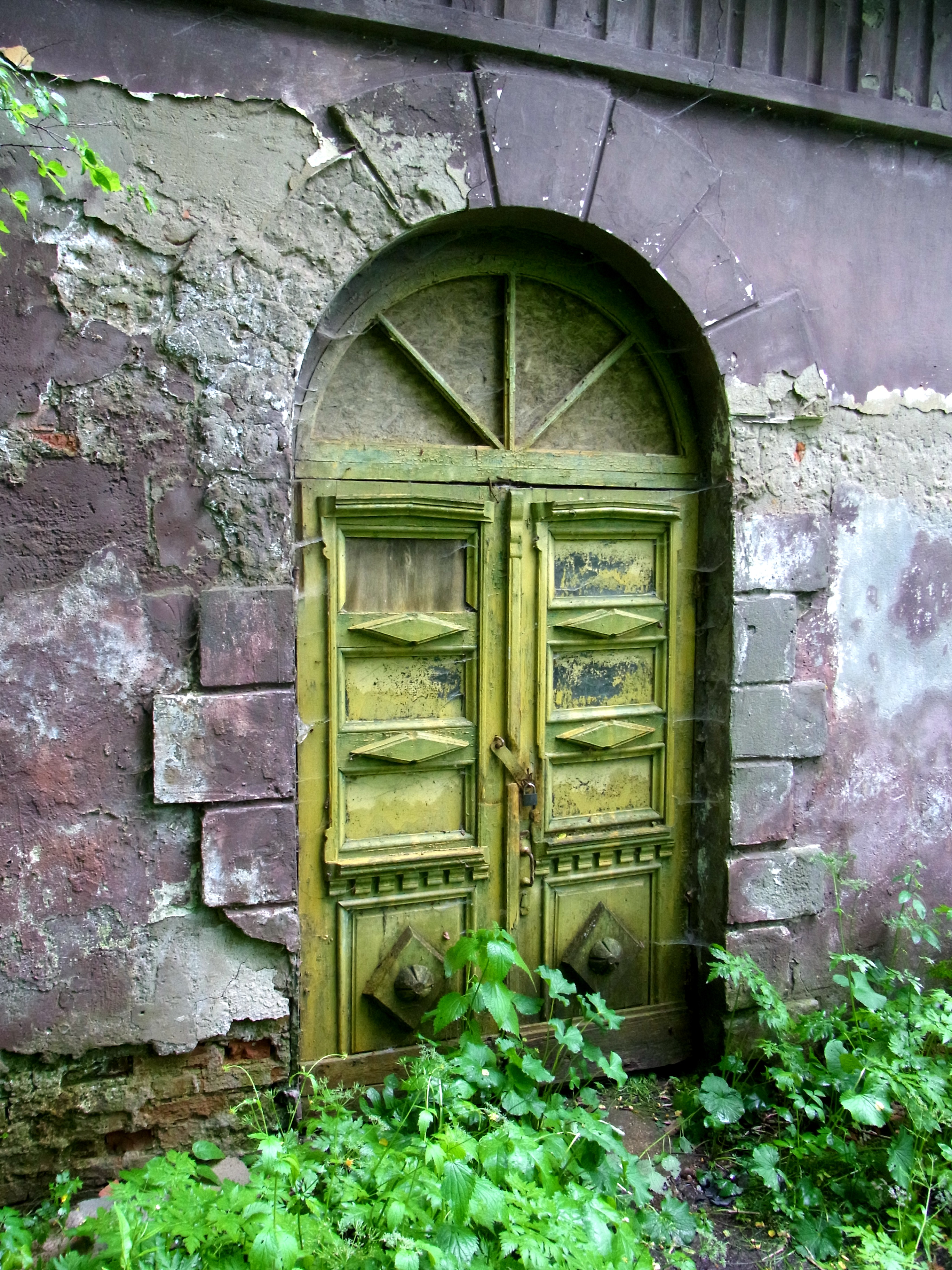
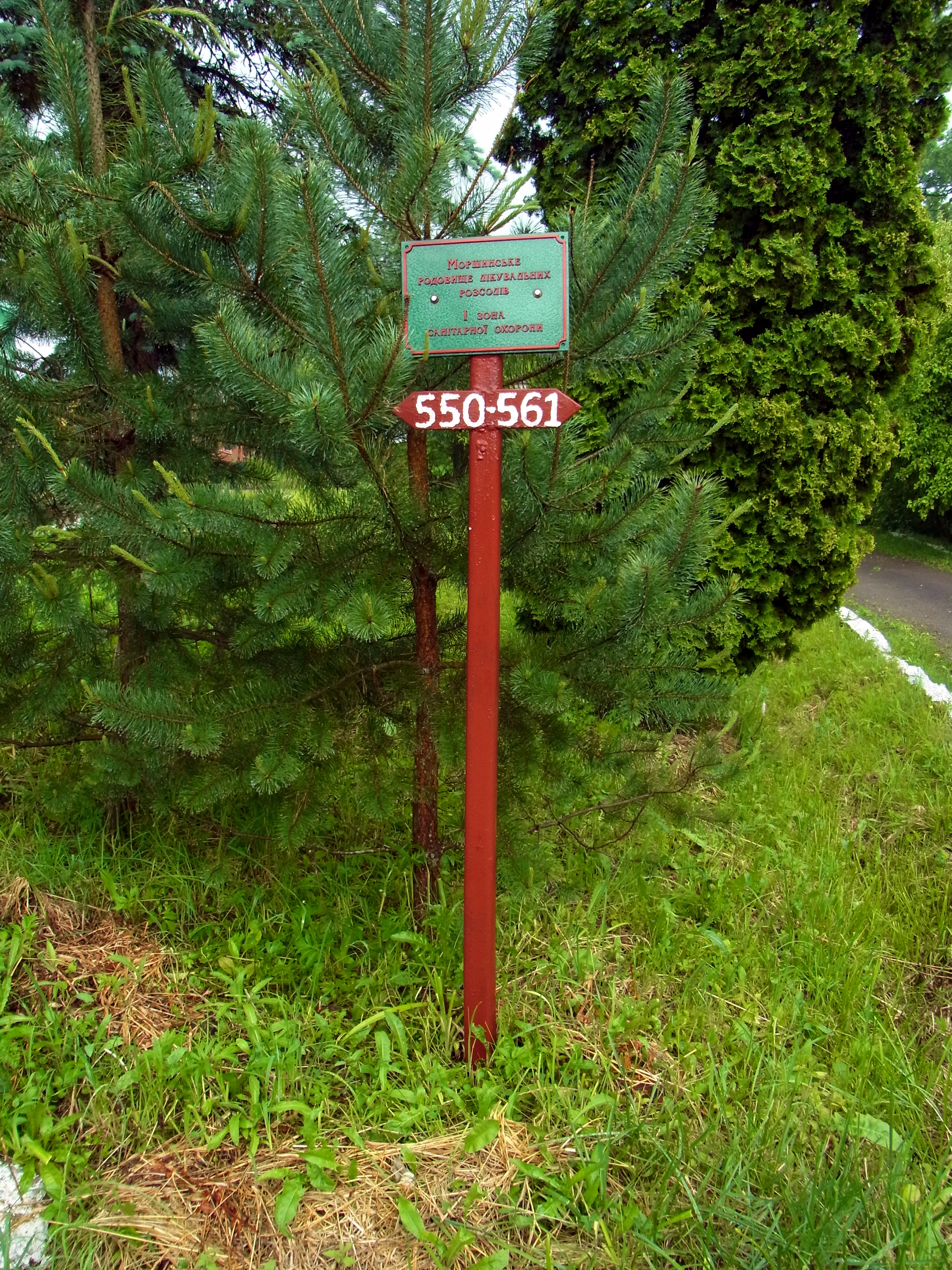
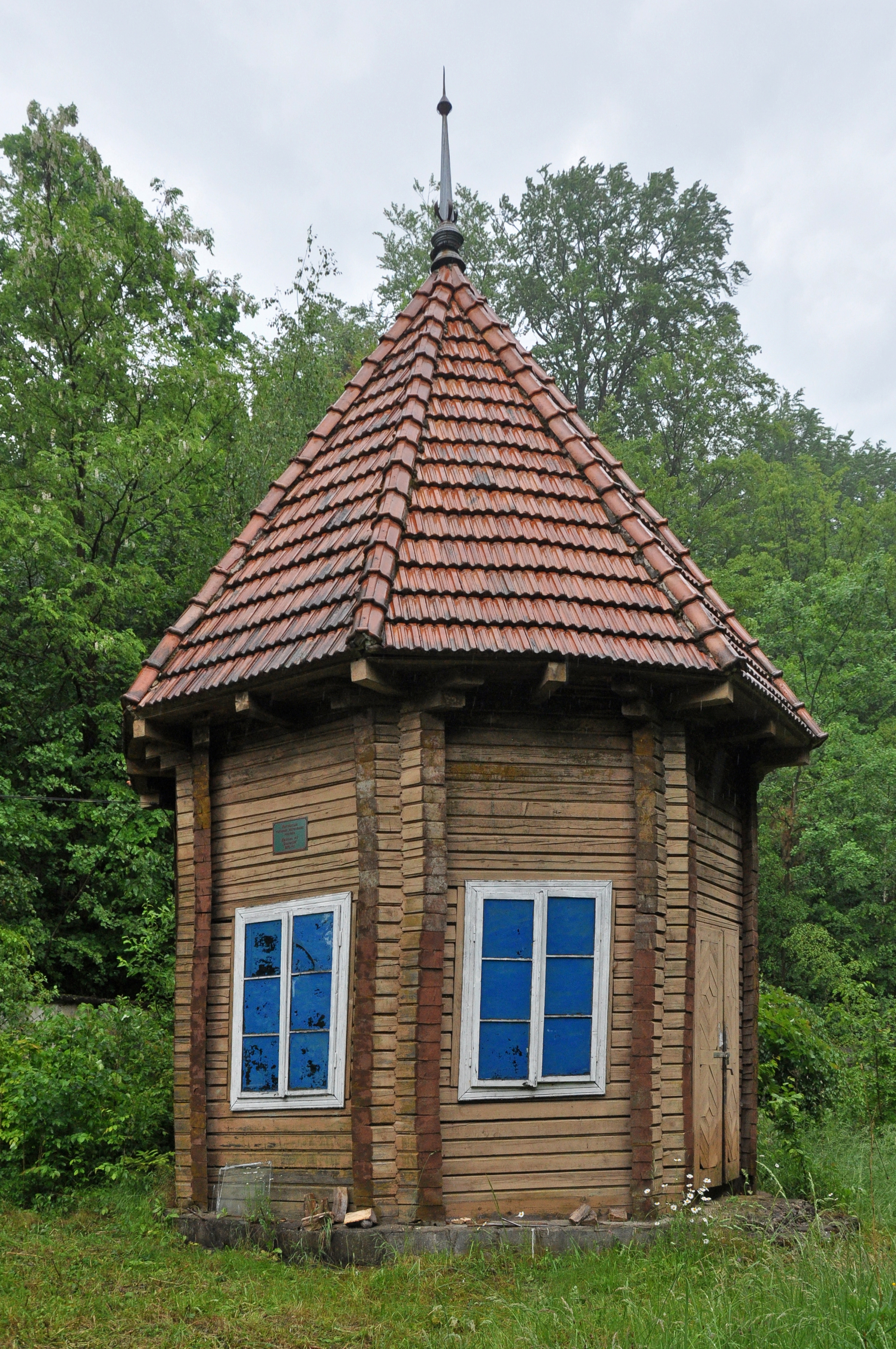
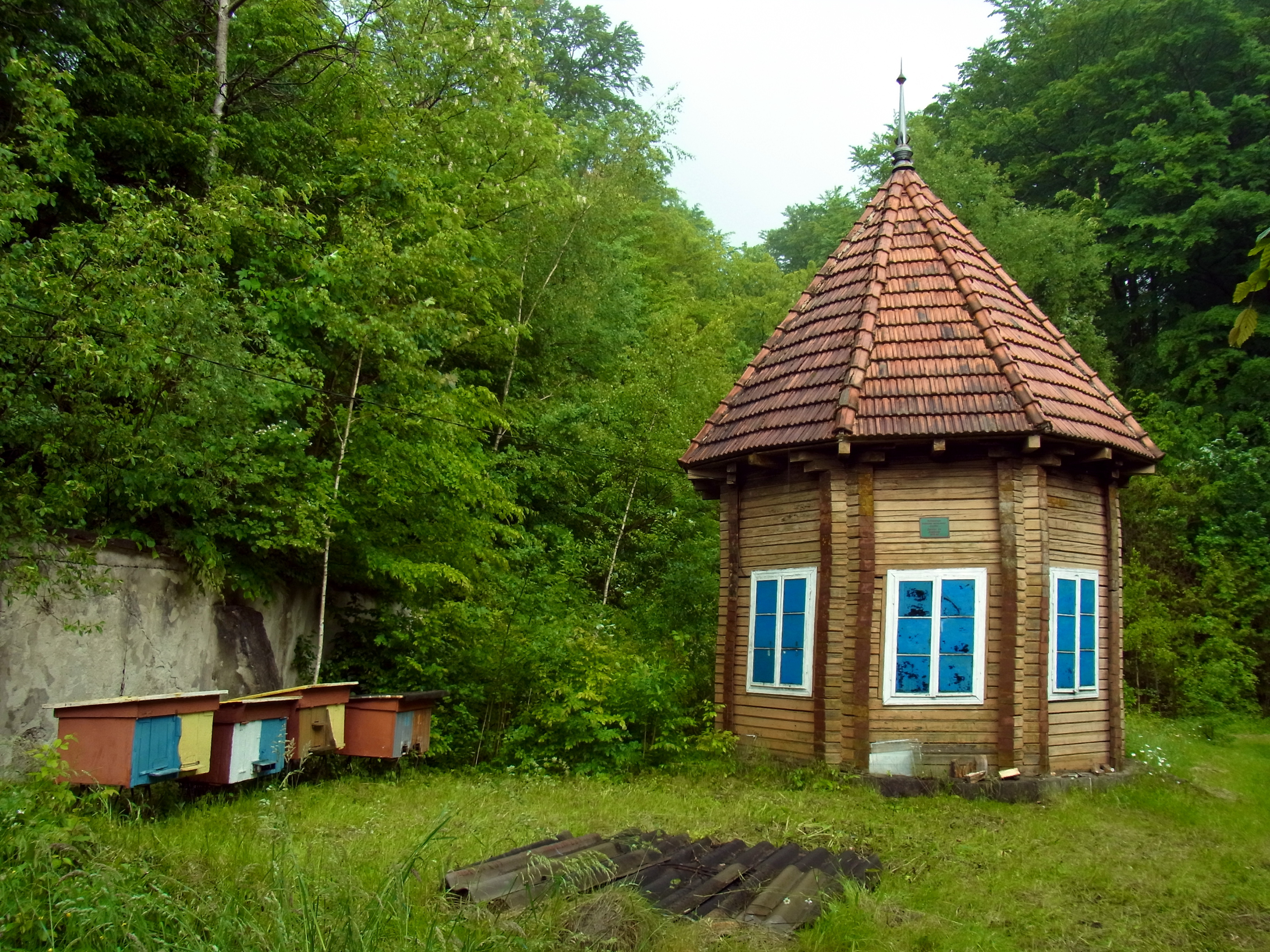
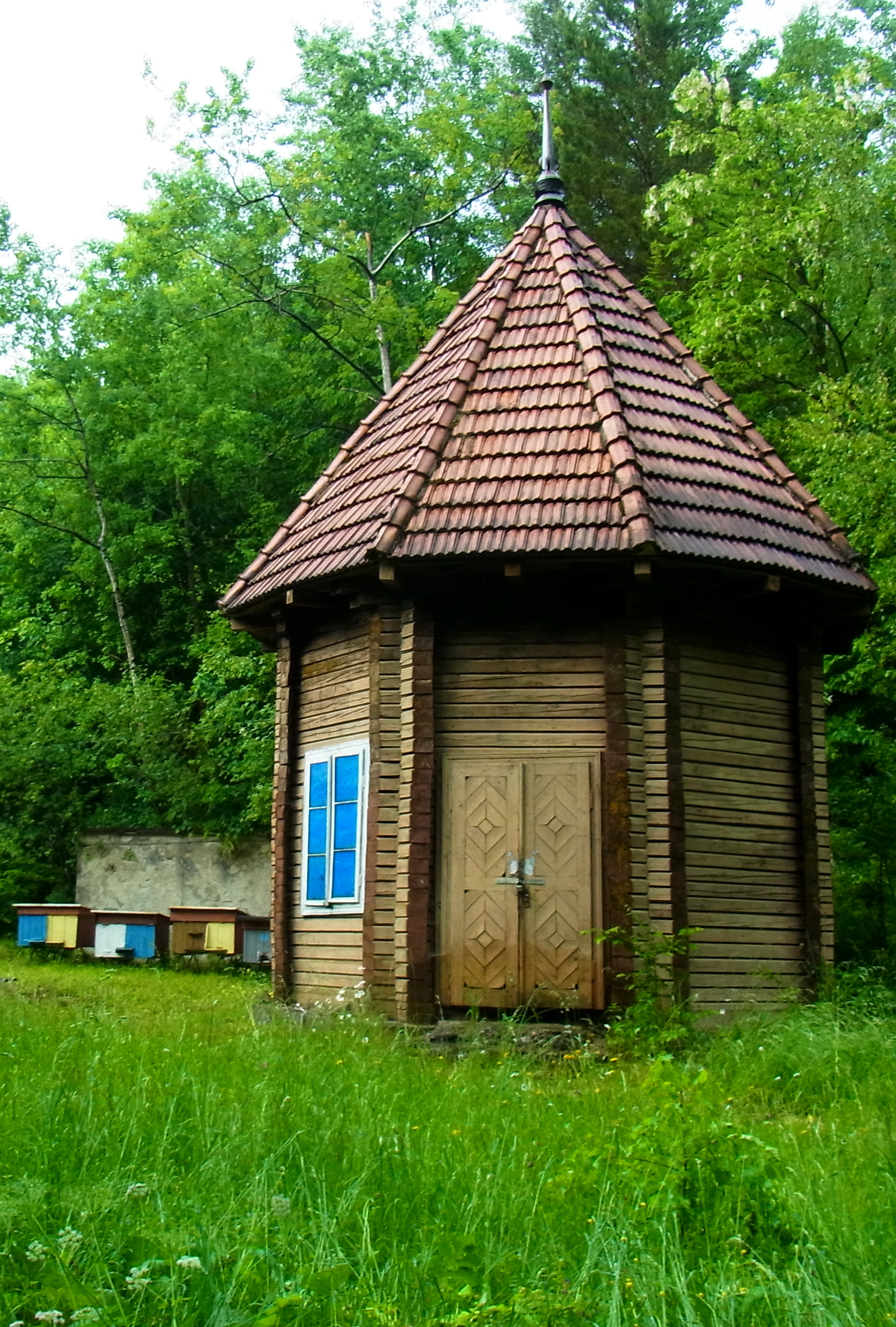